# ماساو كامينو
ماساو كامينو (باليابانية: 神野 真郎) (2 مايو 1977 في طوكيو في اليابان – )؛ هو لاعب كرة قدم سابق كان يلعب كلاعب وسط.